# Шамлије
Шамлије (фр. Chemellier) је насеље и општина у западној Француској у региону Лоара, у департману Мен и Лоара која припада префектури Сомир.
По подацима из 2011. године у општини је живело 728 становника, а густина насељености је износила 66,24 становника/km². Општина се простире на површини од 10,99 km². Налази се на средњој надморској висини од 56 метара (максималној 92 m, а минималној 31 m).

## Демографија
| 1962. | 1968. | 1975. | 1982. | 1990. | 1999. | 2011. |
| ----- | ----- | ----- | ----- | ----- | ----- | ----- |
| 499   | 425   | 427   | 443   | 501   | 456   | 728   |

График промене броја становника у току последњих година